# Vicente Patón
Vicente Patón Jiménez (Madrid, 1948 - ibídem, 7 de junio de 2016) fue un arquitecto español destacado por su activismo en la defensa del patrimonio arquitectónico y urbano.

## Trayectoria
Patón nació en Madrid en 1948 en el seno de una familia manchega que se trasladó a Madrid tras la guerra civil española. Su padre, teniente del Ejército Republicano, estuvo cuatro años en un campo de concentración al finalizar la Guerra Civil. Patón se crio en el convento de las Damas Apostólicas situado en el paseo de La Habana, con sus tíos Ángeles, Alfredo y Víctor, jardinero, que le transmitió su amor por las plantas y la naturaleza. Estudió arquitectura en la Escuela Técnica Superior de Arquitectura de Madrid (ETSAM) y fue alumno de Andrés Perea Ortega, Alejandro de la Sota Martínez, Francisco Javier Sáenz de Oiza, Javier Carvajal Ferrer y Julio Cano Lasso. Fue un alumno brillante cuyo trabajo de la asignatura de proyectos representó a la ETSAM en el Congreso de la Unión Internacional de Arquitectos (UIA) celebrado en el año 1972 en la ciudad búlgara de Varna.
Patón inició su trabajo profesional como arquitecto al finalizar sus estudios con dos compañeros arquitectos, Dolores Artigas y Rafael Pina. Destacar los premios obtenidos en concursos como el Premio Extraordinario del Jurado para un parque de homenaje a García Lorca en el año 1981 en Víznar, el Segundo Premio en el año 1982 en el Concurso para la Ordenación del entorno de la Real basílica de San Francisco el Grande, y el Primer Premio en 1986, durante el “Congreso sobre Nuevos Métodos de Intervención en los Centros Históricos de Capitales Europeas” en el concurso para una arquitectura efímera en la plaza de Colón, que además obtuvo el Premio de Arquitectura del Ayuntamiento de Madrid de ese año. En 1996 ganó el concurso de ideas para la entrada de Getafe en colaboración con sus compañeros arquitectos Alberto Tellería, Rafael Pina y Dolores Artigas. Entre sus proyectos ejecutados destacar el Colegio Público Bartolomé Cossío, construido entre 1984 y 1986, en la calle de Rafael Finat de Madrid, el Instituto de Bachillerato construido entre 1987 y 1989 en la plaza de la Remonta, de 1987-89, y múltiples viviendas. Y en colaboración con Dolores Artigas Prieto y Rafael Pina Lupiáñez la restauración de las fachadas, el jardín y otros elementos interiores en la Iglesia de San Manuel y San Benito (Madrid) realizadas entre los años 1990 y 1998, y la quinta reforma del Palacio Bauer, ejecutada entre 1989 y 1993.
Patón fue socio fundador de la revista La Luna de Madrid, emblema de la movida madrileña, en la que participó además como redactor e ilustrador entre los años 1983 y 1985, y en la sección “Mis horrores favoritos” en colaboración con el arquitecto Manuel Blanco Lage, para la que hicieron levantamientos de planos de plazas y calles madrileñas, descubriendo  y conociendo a fondo la arquitectura histórica, edificios singulares como el edificio España y otras arquitecturas desconocidas que ellos desvelaron. Inició un activismo para la protección del patrimonio que continuó a lo largo de su vida con diferentes actividades, escribiendo artículos, como docente, conferenciante y colaborando en organizaciones como Madrid Ciudadanía y Patrimonio. Destacar los numerosos artículos que escribió Patón para la revista Arquitectura Viva o en El País.
En 2006, se casó con Alberto Tellería. El 9 de mayo del año 2017 se celebró una jornada de homenaje a Patón en el Círculo de Bellas Artes de Madrid, sala Ramón Gómez de la Serna, con dos mesas representativas de dos temáticas a las que Patón dedicó su actividad profesional, la revista La Luna de Madrid y, la docencia y la protección del patrimonio arquitectónico de Madrid, desde organizaciones como Madrid Ciudadanía y Patrimonio. En la primera mesa participaron Enrique Helguera de la Villa como moderador, Manuel Blanco Lage como autor de una sección en la revista La Luna de Madrid y director de la Escuela Técnica Superior de Arquitectura de Madrid, Borja Cassani como fundador de la revista, y el editor Pierluigi Cattermole. Los participantes de la segunda mesa fueron la arquitecta Amparo Berlinches Acín como moderadora y presidenta de Madrid Ciudadanía y Patrimonio (MCyP), Alberto Tellería Bartolomé, socio y compañero de Patón, la arquitecta y profesora en la Universidad CEU San Pablo Aurora Herrera Gómez, y el arquitecto Javier García-Gutiérrez Mosteiro como representante del Club de Debates Urbanos y catedrático de la ETSAM.

## Obras seleccionadas
- 1989-1993 Quinta reforma del Palacio Bauer en colaboración Dolores Artigas Prieto y Rafael Pina Lupiáñez.[7]
- 1990-1998 Restauración de las fachadas, del vestíbulo, interiores y jardín de la iglesia de San Manuel y San Benito (Madrid) y Fundación Caviggioli-Maurici en colaboración con los arquitectos Dolores Artigas Prieto y Rafael Pina Lupiáñez.[6]

## Reconocimientos
- 1972 Proyecto seleccionado en el Congreso de la Unión Internacional de Arquitectos (UIA) de Varna (Bulgaria).
- 1987 Premio de Periodismo Santiago Amón[3]
- 1996 concurso para la entrada de Getafe[5]
- 2017 Homenaje en el Círculo de Bellas Artes de Madrid, Vicente vino de la Luna, con la participación, entre otros, del catedrático de la Escuela Técnica Superior de Arquitectura de Madrid Javier García-Gutiérrez Mosteiro y de Alberto Tellería Bartolomé, compañero vital y socio de Patón.[11]